# American Authors
American Authors là một ban nhạc indie rock Mỹ nguồn gốc tại thành phố New York và đã ký hợp đồng với Island Def Jam Music Group. Họ được biết tới nhiều nhất bởi đĩa đơn "Best Day of My Life" trong album Oh, What a Life của họ.

## Danh sách đĩa nhạc

### Album phòng thu
- Oh, What a Life (2014)
- What We Live For (2016)

### Extended plays (Đĩa mở rộng)
- American Authors (2013)

### Đĩa đơn
- Believer (2013)
- Best Day of My Life (2013)
- Luck (2014)
- Go Big or Go Home (2015)
- Pride (2015)
- What We Live For (2016)
- I'm Born to Run (2017)
- Everything Everything (2017)
- I Wanna Go Out (2017)
- Good Ol' Boys

(with Gazzo) (2017)
- Deep Water (2018)

## Thành viên ban nhạc
- Zac Barnett; – hát chính, guitar (2006–nay)
- James Adam Shelley; – lead guitar, banjo (2006–nay)
- Dave Rublin – bass (2006–nay)
- Matt Sanchez; – trống(2006–nay)

## Tour diễn
| Nghệ sĩ chính - Three of Clubs Tour (2013) - Oh, What a Life Tour (2014) | Mở đầu - OneRepublic's Native Summer Tour (2014) |